# Elektrownia Stalowa Wola
Elektrownia Stalowa Wola – elektrownia znajdująca się w Stalowej Woli w województwie podkarpackim.

## Historia
Elektrownia w Stalowej Woli powstała w ramach projektu COP, początkowo pod nazwą Elektrownia OZET. Budowę prowadziła firma Als-Thom Belfort i 3 maja 1939 uruchomiono pierwszą turbinę 20 MW i dwa kotły rusztowe, a w sierpniu drugą turbinę 20 MW i następne dwa kotły. Elektrownia została poświęcona 25 czerwca 1939.
Po wojnie siłownię I rozbudowano o trzy kotły parowe OP100 oraz turbinę kondensacyjną 35 MW i ciepłowniczą 10 MW. W latach 1954–1957 wybudowano siłownię II, o mocy 2 × 55 MW i obecnie wytwarza ona ciepło i energię elektryczną w skojarzeniu. W latach 1963–1966 wybudowano siłownię III składającą się z 2 bloków po 120 MW każdy. Elektrownię rozbudowano następnie o dwa kotły wodne WP 70 i WP 120 oraz instalację uzdatniania i podgrzewania wody dla wytopu siarki w kopalni Jeziórko, której docelowa zdolność produkcyjna sięgała 3600 ton na godzinę gorącej wody.
Elektrownia funkcjonowała w ramach Zakładów Energetycznych Okręgu Wschodniego w Radomiu. W roku 1989 elektrownia stała się samodzielnym przedsiębiorstwem państwowym, a od 1 października 1996 funkcjonuje jako spółka akcyjna z udziałem Skarbu Państwa.
Najstarsza siłownia I została zlikwidowana w 2002 roku.
W maju 2000 weszła w skład Południowego Koncernu Energetycznego, a w 2007 r. Skarb Państwa wniósł aportem akcje Elektrowni do przedsiębiorstwa Tauron Polska Energia w Katowicach.
W 2012 r. rozpoczęto budowę bloku energetycznego gazowo-parowego o mocy 450 MWe wraz z członem ciepłowniczym o mocy 240 MWt. Na początku inwestycji jej koszt oszacowano na blisko 1,6 mld zł. Blok został zaprojektowany do zasilania gazem ziemnym z możliwością zasilania gazem węglowym ze zgazowywania węgla. Początkowo planowano, że inwestycja zajmie 38 miesięcy. We wrześniu 2020 blok gazowo-parowy został oddany do użytku. Emisyjność jego instalacji wynosi 360 kg CO
2 na MWh.
Wraz z oddaniem siłowni gazowej zaplanowano wyłączenie starych bloków węglowych nr 7 i 8, każdy o mocy 125 MW. Wygaszono je 17 lutego 2021.